# تيري أوستين (فنان قصص مصورة)
تيري أوستين (بالإنجليزية: Terry Austin)‏ هو فنان قصص مصورة أمريكي، ولد في 23 أغسطس 1952 في ديترويت في الولايات المتحدة.

## وصلات خارجية
- تيري أوستين على موقع IMDb (الإنجليزية)